# 高考恋爱100天
《高考恋爱100天》是一款独立制作的戀愛模擬遊戲，由中国大陆团体“落叶岛项目组”和“橘子班”联合制作；讲述主角在中国大陆高考前夕发生的一系列恋爱故事。该游戏于2015年5月29日始在包括Steam平台在内的多个平台发售。并于2018年登录Nintendo Switch平台。 該作與《三色繪戀》《真戀～寄語楓秋～》和《回憶忘卻之匣》在中國Galgame界被合稱為「三戀一匣」。

## 剧情大纲
就读于“华懿高级中学”高三六班的男子高中生——高练，在离高考只有一百天时向同班女生木馨告白并被接受。然而高考迫在眉睫，他必须在班级中隐瞒二人的恋情，并在高考和恋爱中做出平衡或抉择；而这些抉择将会决定自己以及其他人的命运。
全部结局皆为主人公从高中毕业和毕业后情况。游戏结局共有54种（Steam版为57种，安装 Yes Monitress DLC 后增加为61种）。

## 游戏系统
在该游戏中设有“学习”；“体力”；“压力”等不同能力值，玩家每隔一段时间即可发出指令，对能力值造成影响。能力值亦受固定剧情与随机事件的影响。而触发的事件，剧情选项与能力值将共同影响到剧情走向与故事的最终结局。
另外在游戏过程中可以获得一些道具来提升主人公的能力值，部分道具可以直接影响到最终结局走向。

## 主要登场人物
高练 
本作男主角，玩家主视角角色，没有正脸画面。成绩偏中，性格迟钝，似乎在高考问题上和父母有隔阂。在高考前一百天向同班同学木馨告白，成为她的恋人。
木馨（配音：霜叶（中國大陸））
本作女主角之一。短发，可爱的“仓鼠系”美少女。擅长制作甜点，喜爱美食和小动物；常受母亲严管。在高考前一百天成为高练的恋人。
魏通（配音：小伊（中國大陸））
高练的朋友。因以胃痛为由缺课以及名字谐音而得到“胃痛”的绰号。富有激情，称呼高练为“伙伴”。
曲琪（配音：Ophelly（中國大陸））
高三六班班长。对待同学颇为严格负责。害怕突发事件。常误称乔伊为副班长。
罗小涵（配音：月夜桥（中國大陸））
本作女主角之一。黑色长发的美少女，性格平和坚定，对一些事物有见解。因父母离异而独立生活，但在特定情况下有脆弱的一面。
乔伊（配音：Magic 小狼（中國大陸））
高三六班学习委员。知识丰富，擅长处理突发事件。在游戏系统中会负责帮助与提示。

## 发售情况
2014年起该游戏已先后发布试玩版与通常版；Steam版则于2015年5月29日发行，提供英文，有和通常版不同的结局以及追加人物，结局数亦增加到57个。游戏制作组成员“炒饭”于2015年6月接受采访时指出，Steam版发行后，该游戏的销量已逾2500份，并称“英文玩家的数量相当多”。

## 评价
该游戏发售后获得了包括非中文玩家在内的一定数量的好评；搜狐称一些评论指出游戏内容能够反映中国大陆高中生的现状，“具有中国大陆地域特色”，而游戏画风则偏向于日本漫画。

## 相关作品

### 高考恋爱100天：文科班篇
《高考恋爱一百天：文科班篇》是由雨浮凉创作（主创：雨浮凉&海潮探长，监修：海潮探长，原画：33，原案：被炒的炒饭）的一部轻小说，于轻文轻小说连载。是《高考恋爱一百天》的官方外传小说。
不过该轻小说由于轻文轻小说停止运营而随之下架，后收录于十周年纪念DLC中

### 高考恋爱100天：一个陌生女人的来信
2020年由落叶岛项目组和橘子班的主催被炒的炒饭在bilibili发布，讲述了主角毕业五年后的故事。主角并没有与任何女生在一起，据被炒的炒饭所言，这“也算是半官方”结局。

### 高考八年之后，你在哪里？
2023年由落叶岛项目组和橘子班的主催被炒的炒饭在bilibili发布，讲述了主角一行人毕业八年后的处境。

### 贝果爱情故事
在橘子班于2024年发布的游戏《贝果爱情故事》中，角色罗小涵以“小涵老师”的名称在“没有贝果的冬天”章节登场，其职业为补习班老师。

### 泡芙爱情故事
在橘子班于2025年发布的游戏《泡芙爱情故事》中，角色木馨在“酱油泡芙和鼠鼠师姐”章节登场，是主角学习烘焙时认识的师姐。其职业为私企员工，但因三个月未达成绩效考核目标，即将遭到公司裁员。最终决定将赴法进修烘焙的机会让予主角，转而接替其职位成为烘焙师。

### 高考恋爱一百天：十年后的约定
2025年橘子班为纪念《高考恋爱一百天》十周年而推出的DLC，其中包括橘子班前作《迎接春天的魔法师》。短篇剧情内容《十年后的某一天》在发布后被普遍认为难以接受，致使DLC乃至游戏本体收到大量差评。炒饭表示接受游戏和周边的相关退款，并将制作新的包含两位女主角“完美结局”的免费DLC作为补偿。

## 其它
游戏中出现的学校原型被认为是华中师范大学第一附属中学。游戏中亦有影射中国大陆高考相关事物、流行词、网络游戏及校园现象。

### 禁言紛爭
在論壇stcn中因為原作團隊和steam代理商的紛爭，衝突過後換下了新的代理商，之後論壇為了報復所以將相關的遊戲名詞及內容列為禁言審查。

### 续作
游戏制作组成员“炒饭”在 Yes Monitress DLC 发布后便不时便提及“高恋2”的相关制作消息，但一直并无实际进展放出。其曾在高恋设定集的后日谈里称“自己没灵感”，此外也有系统设计的复杂、时代变迁以及部分层面的顾虑。
主创原定于2020年公开暂名《GrilFriend11:00PM》的以华懿中学为背景的短篇新作，因项目定位原因终止开发。